# Eblisia pulsata
Eblisia pulsata är en skalbaggsart som beskrevs av Lewis 1903. Eblisia pulsata ingår i släktet Eblisia och familjen stumpbaggar. Inga underarter finns listade i Catalogue of Life.